# Leonor de Toledo (1522–1562)
Leonor de Toledo (em italiano:  Eleonora; Alba de Tormes, 1522 —  Pisa, 17 de dezembro de 1562) foi duquesa de Florença como esposa de Cosmo I da Toscana.

## Biografia
Ela era filha de Pedro Álvarez de Toledo, vice-rei de Nápoles, e de Maria Osorio Pimentel, 2.° marquesa de Villafranca.

## Casamento
O Grão-Duque Cosme I da Toscana buscava uma esposa que pudesse ajuda-lo a reforçar sua posição politica, já o Imperador Carlos V necessitava de uma aliança com os Médici, para poder colocar tropas espanholas dentro dos territórios da Toscana. A candidata perfeita foi a filha do Vice-rei de Nápoles. Leonor era riquíssima, e seu pai era um dos homens mais poderosos e influentes da península itálica.

## Posteridade
De seu casamento com Cosme I da Toscana, nasceram 11 filhos:
- Maria (1540-1557)
- Francisco I de Médici, Grão-Duque da Toscana (1541-1587)
- Isabel (1542-1576), casou com Paolo Giordano Orsini
- Fernando I de Médici, Grão-Duque da Toscana (1549-1609)
- João (1543-1562) Cardeal em 1562, Arcebispo de de Pisa.
- Lucrécia (1545-1562), casou com Afonso II d'Este, Duque de Módena.
- Pedro (1546-1547)
- Garcia (1547-1562)
- Antônio (1548)
- Ana (1553)
- Pedro (1554-1604)